# L'Agonie des aigles (film, 1922)
Pour les articles homonymes, voir L'Agonie des aigles.
L'Agonie des aigles est un film muet français réalisé par Dominique Bernard-Deschamps et Julien Duvivier, sorti en 1922.

## Synopsis
Après avoir ramené à l'empereur exilé une mèche de cheveux de son fils, le colonel Montander a fait le serment de ne jamais abandonner le petit roi de Rome. Il organise un complot pour restaurer l'Empire, mais tombe amoureux de la danseuse Lise qui cherche à venger son amant qu'un ami du colonel a tué en duel. Dénoncés par elle, les conspirateurs meurent avec un courage et une fierté qui la bouleversent et ouvrent son cœur au remords.

## Fiche technique
- Titre : L'Agonie des aigles
- Réalisation : Dominique Bernard-Deschamps et Julien Duvivier
- Scénario : Georges d'Esparbès, d'après son roman Les Demi-soldes
- Adaptation : Dominique Bernard-Deschamps et Julien Duvivier
- Photographie : Albert Cohendy, Georges Asselin et Ravet
- Musique : Léon Moreau
- Société de production : Société d'Art et Cinematographie, Pathé Frères
- Société de distribution : Pathé Consortium Cinéma
- Pays de production :  France
- Format :  Noir et blanc - 1,33:1 - 35 mm - Muet
- Genre : Film dramatique, Film historique
- Durée : Film projeté en deux époques : Le Roi de Rome 1 750 m et Les "Demi-soldes" 1 550 m
- Date de sortie : 
  - France : 3 février 1922

## Distribution
- Gaby Morlay : Lise Charmoy, la danseuse
- Séverin-Mars : Napoléon et Le colonel de Montander
- Madame Séverin-Mars : L'impératrice Marie-Louise
- Maxime Desjardins : Le commandant Doguereau et Le général Petit
- Gilbert Dalleu : Goglu
- Fernand Mailly : Chambruque
- Jean Rauzena : Le roi de Rome
- Max Dartigny : Fortunat
- Legall : Fouché
- Henri Dauvillier : Triaire
- René Maupré : Pascal de Breuilly
- Henri Duval : Le préfet de police
- Moreno : Metternich
- Angely
- Renée Wilde